# Tethocyathus
Tethocyathus is een geslacht van neteldieren uit de klasse van de Anthozoa (bloemdieren).

## Soorten
- Tethocyathus cylindraceus (Pourtalès, 1868)
- Tethocyathus endesa Cairns, Haeussermann & Foersterra, 2005
- Tethocyathus minor (Gardiner, 1899)
- Tethocyathus prahli Lattig & Cairns, 2000
- Tethocyathus recurvatus (Pourtalès, 1878)
- Tethocyathus variabilis Cairns, 1979
- Tethocyathus virgatus (Alcock, 1902)